# Libertad 2.ª Sección (Paraíso)
Libertad 2.ª Sección es una ranchería del municipio de Paraíso ubicado en la subregión de la Chontalpa del estado mexicano de Tabasco.

## Geografía
La localidad se ubica a 11.7 kilómetros (en dirección noreste) de la localidad de Paraíso, la cabecera y lugar más poblado del municipio. Se sitúa en las coordenadas geográficas 18°18′17″N 93°09′29″O / 18.304722, -93.158056, a una elevación de 5 metros sobre el nivel del mar.

## Demografía
Según el Conteo de Población y Vivienda 2020, efectuado por el Instituto Nacional de Estadística y Geografía, la localidad de Libertad 2.ª Sección tiene 1,197 habitantes, de los cuales 586 son del sexo masculino y 611 del sexo femenino. Su tasa de fecundidad es de 2.41 hijos por mujer y tiene 325 viviendas particulares habitadas.
| Gráfica de evolución demográfica de Libertad 2.ª Sección entre 1970 y 2020 |
|                                                                            |
| INEGI.                                                                     |